# Пол Джордж
Пол Джордж (народився 2 травня 1990) — американський професійний баскетболіст, який виступає за команду «Лос-Анджелес Кліпперс» у Національній баскетбольній Асоціації (НБА). Шестиразовий учасник матчів усіх зірок НБА і п'ять разів його обирали до складу збірної всіх зірок НБА та чотири рази — до збірної всіх зірок захисту.
Навчаючись у школі Джордж грав за Старшу лицарську школу. Потім у студентському баскетболі два роки виступав за команду Фресно. Пейсерс обрали його під загальним № 10 на драфті НБА 2010. Того року він потрапив до другої збірної всіх новачків НБА. 2013 року названий найбільш прогресуючим гравцем НБА, а також уперше вболівальники його обрали для участі у матчі всіх зірок НБА. 2013 року зламав ногу на зборах збірної США, претендуючи на участь у чемпіонаті світу. Пропустив більшу частину сезону-2014/15, але потім одужав і 2016 року знову потрапив на матч всіх зірок. Потрапив до складу Збірної США для участі в Олімпійських іграх 2016.

## Раннє життя
Джордж народився 2 травня 1990 року в Палмдейлі (штат Каліфорнія). Син Пола Джорджа-старшого і Полетт Джордж. Ріс із двома старшими сестрами: Тейошею, яка грала у баскетбол у Пеппердайн, і Порталою, яка грала у волейбол за Сан-Бернардіно Койотс. Хоча Джордж у підлітковому віці обожнював зірку Лейкерс Кобі Браянта, але вболівав за Лос-Анджелес Кліпперс. Проводив більшу частину свого вільного часу, граючи в баскетбол у парку або один на один проти старшої сестри Тейоші. Він не грав у організований баскетбол до свого першого року в Старшій лицарській школі. Останні три роки в школі грав під керівництвом головного тренера Тома Егре. Грав за Pump and Run зі Союзу спортсменів-любителів (ССЛ) з майбутніми гравцями УКЛА Брюїнз Джру Холідеєм і Малкольмом Лі.

## Шкільна кар'єра
Джордж відвідував Старшу лицарську школу в місті Палмдейлі (штат Каліфорнія). Як другокурсник почав сезон у команді JV, але його перевели в команду varsity після початку їхнього сезону. Під час свого молодшого року був єдиним не-старшим у стартовому складі команди varsity. Вербувальники почали помічати Джорджа влітку 2007 року, коли він виступав у турнірах ССЛ. Відчуваючи потенціал Джорджа його наставник доручив йому провідну роль під час сезону старшого року. Того ж року Джордж привів Лицарів до чемпіонства в Золотій лізі і його визнали найціннішим гравцем Золотої ліги. Він закінчив свій останній рік з показниками 23,2 очка і 11,2 підбору в середньому за гру.
Попри досягнення, коледжі не вважали Джорджа одним із основних проспектів. Сайт Rivals.com позначив його трьома зірками і поставив на 20 місце серед проспектів Каліфорнії, а на перших місцях у цьому списку були Джру Холідей і Демар Дерозан. Джордж дав усну згоду виступати за Санта-Клару, — першу школу, яка запропонував йому стипендію. Але потім передумав, оскільки його шкільний тренер вважав, що він повинен зберігати можливості відкритими. Після позитивного досвіду відвідування гри Тейоші в університеті Пеппердайн, Джордж вступив до Пеппердайн 9 серпня 2007 року. На півдорозі до старшого сезону він розірвав угоду з Пеппердайн після того, як тренер Венс Уолберг покинув програму. В кінцевому підсумку вибрав Фресно перед такими школами як Джорджтаун і Пенн стейт через більші можливості для ігрової практики.

## Студентська кар'єра
Джордж грав два роки в університеті штату Каліфорнія, Фресно, більш відомому як Фресно Стейт. У своїй першій грі в складі Фресно Стейт Буллдогс він набрав 14 очок проти Сакраменто Стейт, а його команда перемогла. У наступній грі Джордж записав 25 очок і 10 підбирань проти Сент-Мері, але команда цього разу поступилась. Попри поразку, він справив враження своїм данком однією рукою через Міккі Макконнелла, який програма SportsCenter визнала «грою дня» 18 листопада 2008. 9 лютого 2009 року він побив свій рекорд з 29 очками, привівши команду до перемоги 88-82 над Бойсе Стейт. На турнірі WAC 2009 бульдоги зустрілися з Гаваї й вийшли в чвертьфінал проти топ-посіяних Юта Стейт Аггіс. Під час гри Джордж зробив рекордні для себе 5 перехоплень і набрав рекордні для команди 16 очок, однак, попри його зусилля, бульдоги програли 85-68. З різницею матчів 13-21 команді не вдалося кваліфікуватися на турнір NCAA 2009. Пол став лідером Західної атлетичної конференції (WAC) за зіграними хвилинами (1176) і посів друге місце за потрапляннями триочкових кидків (44.7 %), перехопленнями (59) і перехопленями за гру (1.74). Він почав усі 34 гри в стартовому складі і завершив сезон з показниками 14,3 очка, 6,2 підбирання, 2,0 передачі  і 1,7 перехоплення в середньому за гру при реалізації кидків з гри 47.0 %.
На початку другого сезону Sports Illustrated назвала Джорджа найвидовищнішим гравцем у Західному регіоні і восьмим за видовищністю гравцем у студентському баскетболі, у своєму списку «Топ-16 найбільш видовищних гравців у студентський баскетбол». 21 січня 2010 року він вивихнув праву ногу в грі проти штату Юта і пропустив наступні чотири гри. Повернення відбулось 11 лютого, коли Пол з 30 очками побив свій рекорд, у переможній грі проти майбутнього чемпіона турніру WAC команди Нью-Мехіко Стейт. Під час турніру WAC 2010 він набирав 22 очка і робив 11 підбирань в середньому за гру, але його команда поступилася команді Луїзіана Тек у чвертьфіналі. Команда закінчила сезон з показником 15-18, а Джордж набирав у середньому за гру 16,8 очка, віддавав 3,0 передачі, робив 7,2 підбору і 2,2 перехоплення, а реалізація кидків становила 42,4 відсотка з гри і 90,9 відсотка з лінії штрафних. Його обрали до другої команди All-WAC, а сам баскетболіст посів друге місце у WAC за реалізацією штрафних (90.9 %), загальною кількістю перехоплень (64) і перехоплень за гру (2.2).

## Професійна кар'єра

### Індіана Пейсерс (2010—2017)

#### Переддрафт і дебютний сезон
31 березня 2010 Джордж оголосив, що він відмовиться від останніх двох сезонів у коледжі Фресно і візьме участь у драфті НБА 2010. До травня 2010 року макети драфтів, авторами яких були Draft Express, ESPN.com і The Hoops Report передбачили, що Джорджа обере Мемфіс Ґріззліс під 12-м загальним номером. За два дні до драфту Марк Джей Спірс з Yahoo! Sports написав статтю про анонімного скаута Східної конференції, який заявив, що «через п'ять років Пол Джордж стане найкращим гравцем серед обраних на цьому драфті». Сподіваючись задрафтувати Дерріка Фейворса, Пейсерс обговорила драфтовий обмін з Нетс, згідно з яким вони віддають їм Денні Грейнджера і 10-й номер, за Девіна Харріса, Ї Цзяньляня і 3-й загальний вибір, але угода зірвалася. Джорджа запросили в "зелену кімнату" під час драфту, і Індіана Пейсерс обрала його під 10-м загальним номером. Він став найвищим вибором на драфті НБА за всю історію Фресно. 1 липня 2010 року підписав контракт новачка з Пейсерс; дворічний гарантований контракт вартістю $3,9 млн, з командними опціями на третій і четвертий рік.
27 жовтня відбувся дебют Джорджа в НБА проти Сан-Антоніо Сперс. Він зіграв 23 хвилини і набрав 4 очки, влучивши 20 % кидків. У грі проти Вашингтон Візардс закинув п'ять триочкових кидків і набрав рекордні для себе 23 очки. Впродовж свого першого сезону Джордж набирав у середньому за гру 7,8 очка, робив 3,7 підбору і віддавав 1,1 передачі при 45 % реалізації, почавши в стартовій п'ятірці 19 із своїх 61 матчів. Показав добрі навички в захисті, ставши лідером команди за перехопленнями в середньому за хвилину гри. У плей-оф 2011 Джордж був лише одним із двох новачків драфту 2010, які починали гру в стартовому складі своєї команди, інший — Лендрі Філдз з Нью-Йорк Нікс. У плей-оф Пейсерс програли в п'яти іграх команді Чикаго Буллз, лідером якої був Деррік Роуз. За підсумками свого першого сезону Джорджа обрали до 2-ї команди новачків НБА 2011.

#### Сезон 2011-12
3 лютого 2012 року Джордж записав на свій рахунок 30 очок, 7 влучних триочкових, 9 підбирань, 5 передач, 5 перехоплень і 1 блокшот у матчі проти Даллас Маверікс. Джордж був обраний, щоб змагатись у Слем-данк контесті і Райзінг старз челлендж у вікенді всіх зірок НБА 2012. У Слем-данк контесті Джордж зробив млин на 360 градусів у темряві і перестрибнув через товаришів по команді Дантея Джонса і Роя Гібберта. Однак програв конкурс Джеремі Евансу. Скорочений через локаут сезон 2011-12 завершив з показниками 12,1 очка, 5,6 підбирання і 2,4 передачі у середньому за гру при 44 % влучень, вийшовши в стартовій п'ятірці у всіх 66-ти іграх. Після перемоги у першому раунді в п'яти іграх над Орландо Меджік, які були без Двайта Говарда, Пейсерс поступилися майбутнім чемпіонам НБА Маямі Гіт з рахунком 4-2 у півфіналі Східної конференції, а Джордж влучив лише 19 з 52 кидків з гри.

#### Сезон 2012-13
Протягом перших двох сезонів у НБА Джордж грав переважно на позиції атакуючого захисника. Однак, оскільки Денні Грейнджер пропустив майже весь сезон через травму коліна і гомілки, то Джордж почав грати на позиції легкого форварда і став йти до наступальних варіантом для Пейсерс у свій третій сезон. 21 листопада 2012, Джордж зробив дев'ять триочкових, які стали складовими рекордних для нього 37 очок в переможній грі проти Нью-Орлінс Горнетс. Цим від встановив рекорд франшизи за триочковими в одній грі, обійшовши члена Зали слави Реджі Міллера. У грудні, вперше в кар'єрі, Джорджа назвали гравцем тижня НБА, після трьох перемог поспіль проти Клівленда, Філадельфії і Детройта. 13 лютого 2013 року з показниками 23 очки, 12 підбирань, 12 результативних передач і 2 перехоплення він записав свій перший у кар'єрі тріпл-дабл у переможній грі проти Шарлотт Бобкетс. У тому ж сезоні вперше в кар'єрі вболівальники обрали Джорджа для участі у матчі всіх зірок НБА 2013 в Х'юстоні. Він набрав 17 очок, зробив 3 підбирання та віддав 4 передачі, влучивши 7 із 13 кидків за 20 хвилин гри за Схід, але команда поступились Заходу 138—143. У тому сезоні в середньому за гру Джордж набирав рекордні для себе 17.4 очка, робив 7.6 підбирання і віддавав 4,1 передачі, а також був єдиним гравцем у Лізі з показником принаймні 140 перехоплень і 50 блокшотів. По завершенні регулярного сезону його названо найбільш прогресуючим гравцем НБА.
У першій грі Пейсерс першого раунду плей-оф 2013 проти Атланти Гокс, Джордж записав свій перший в кар'єрі для ігор плей-оф тріпл-дабл, набравши 23 очки, зробивши 11 підбирань і віддавши 12 результативних передач, а команда перемогла з рахунком 107-90. Це був перший для плей-оф тріпл-дабл гравця Пейсерс від часів досягнення Марка Джексона, яке той здійснив під час плей-оф 1998. 13 травня 2013 року Джорджа обрано до складу Другої команди всіх зірок захисту НБА. У першій грі фіналу Східної конференції 2013 проти Маямі Гіт Джордж виконав триочковий кидок наприкінці четвертого періоду, перевівши гру в овертайм. В овертаймі Двейн Вейд сфолив на ньому за 2,2 секунди до закінчення. Попри те, що Джордж виконав всі 3 штрафних кидки і вивів свою команду вперед 102—101, Пейсерс у підсумку програли, оскільки Леброн Джеймс зробив лей-ап разом із сиреною. На завершення успішного для Джорджа сезону 2012-13, його названо до Третьої збірної всіх зірок НБА.

#### Сезон 2013-14
25 вересня 2013 року Індіана Пейсерс продовжила контракт Джорджа, обравши його своїм designated player. Розширення, яке розпочнеться наприкінці його контракту новачка до 2014 року, є розширенням «5/30» designated player (5 років і 30 % від стелі зарплатні), за умови проходження тесту «Дерріка Роуза». Джордж мав бути обраний ще один раз до збірної всіх зірок НБА (будь-якого рівня) або стати MVP у сезоні 2013-14, щоб заробити 30 % розширення. Якщо він буде відповідати будь-якому з цих критеріїв, то його 30 % розширення оцінюють на суму близько $90 млн за 5-річний контракт. Якщо він не відповідатиме критеріям, йому скоротять стелю зарплат на 25 %.
Пейсерс почали сезон 2013-14 з різницею 9-0, вперше в історії франшизи. У переможній 99-91 грі проти Детройт Пістонс Джордж набрав 31 очко, віддав 4 передачі і зробив 10 підбирань. Індіана стала першою, після Даллас Маверікс у сезоні 2002-03, командою в НБА, яка почала сезон з дев'яти перемог поспіль. На цьому безпрограшна серія Пейсерс закінчилася поразкою в грі проти «Буллс» 16 листопада. 2 грудня 2013 року Джордж набрав рекордні для себе 43 очки і зробив 3 підбирання та віддав 3 передачі в програшній 102—106 грі проти Портленд Трейл Блейзерз. Наступного дня, вперше в кар'єрі, його названо гравцем місяця Східної конференції за листопад, а показники Пейсерс становили 15-1. Пейсерс закінчили регулярний сезон з чудовими показниками 56-26. У плей-оф 2014 вони здолали Атланту Гокс і Вашингтон Візардс у перших двох турах. У четвертій грі проти чарівників Джордж забив рекордні для себе у грі плей-оф 39 очок. Третій рік поспіль Пейсерс поступилися у фіналі Східної конференції команді Маямі Гіт. За його зусилля Джорджа обрали до Третьої збірної всіх зірок НБА, а це дало йому повні 30 % розширення, і Першої збірної всіх зірок захисту.

#### Сезон 2014-15
Після плей-оф 2014 Джорджа викликали в тренувальний табір збірної США, яка збиралася взяти участь у чемпіонаті світу з баскетболу 2014 в Іспанії. Однак, 1 серпня Джордж незграбно приземлився біля стійки кошика після того, як сфолив на Джеймсові Харденові, під час гри в Лас-Вегасі і зазнав перелому обох кісток нижньої частини правої ноги. Його швидко поклали на операцію і вставили штир у ногу. Спочатку не давали жодних офіційних прогнозів, але припускали, що він пропустить весь сезон 2014-15. Джордж казав, що хотів би вийти на майданчик в якийсь момент протягом сезону. Наприкінці вересня в нього забрали штир і поклали вагу на ногу, а наприкінці жовтня він вже виконував кидки в стрибку під час командної практики. 26 лютого взяв участь у своїй першій за сезон практиці, на три дні раніше, ніж очікувалося.. 5 квітня Джордж уперше, з моменту травми в грі за збірну США, повернувся до складу Пейсерс. У тій грі він набрав 13 очок за 15 хвилин і зробив два ключових триочкових на початку четвертої чверті, допомігши Пейсерс здолати Маямі Гіт з рахунком 112-89. Зіграв у останніх шести матчах сезону за Індіану, в середньому за гру набираючи 8,8 очка і роблячи 3,7 підбору.

#### Сезон 2015-16
28 жовтня, у першій грі Пейсерс сезону 2015-16 проти Торонто Репторс, Джордж записав на свій рахунок 17 очок, влучивши 4 з 17 кидків з гри, і зробив 12 підбирань, а команда поступилася 106-99. Після гри він публічно розкритикував арбітрів і за це був оштрафований на $10 000. 6 листопада набрав 36 очок у переможній 90-87 грі проти Маямі Гіт. 24 листопада, в грі проти Вашингтон Візардс, Джордж набрав 40 очок і закинув сім триочкових. А загалом команда закинула 19 триочкових, встановивши рекорд франшизи, і здобула перемогу в тій грі 123—106. 3 грудня його визнали гравцем місяця Східної конференції за жовтень і листопад. Джордж був лідером Східної конференції і посідав четверте місце в НБА за результативністю (27.2 очка в середньому за гру), допомігши Пейсерс виграти 11 з 13 ігор після трьох поразок на початку сезону. Два дні по тому закинув рекордні за кар'єру 48 очок, але команда зазнала поразки 122—119 в овертаймі від «Юти Джаз». Джордж зіграв за команду Східної конференції в матчі всіх зірок НБА 2016 в Торонто, вийшовши в стартовій п'ятірці й ставши найкращим бомбардиром гри — 41 очко. За цим показником він на одне очко відстав від рекорду матчів усіх зірок (42), який встановив Вілт Чемберлейн 1962 року. Джордж допоміг Пейсерс посісти сьому сходинку в Східній конференції з результатом 45-37 і повернутися в плей-оф у 2016 році.
16 квітня 2016 Джордж зіграв у своєму першому матчі плей-оф починаючи з 2014 року. Це була перша гра серії проти другої сіяної Торонто Репторз. У ній він набрав 33 очки, а команда перемогла. У п'ятій грі серії Джордж набрав 39 очок, але команда програла і почала поступатися 3-2. Пейсерс програли серію в семи іграх.

### Оклахома-Сіті Тандер (2017–2019)
Після закінчення сезону 2016—2017 перейшов до складу «Оклахома-Сіті Тандер».

### Лос-Анджелес Кліпперс (2019—дотепер
10 липня 2019 року був обміняний до «Лос-Анджелес Кліпперс» на Шая Гілдджес-Александра, Даніло Галлінарі та права на п'ять майбутній драфт-піків першого раунду.

## Профіль гравця
Хоча NBA.com наводить зріст Джорджа 2.06 м, 15 грудня 2011 репортаж з The Indianapolis Star стверджував, що насправді цей показник становить 2.08 м. Він розпочинав грати як атакувальний захисник, але пізніше перейшов на позицію легкого форварда, з появою в Пейсерс атакувального захисника Ленса Стівенсона. Покращення Стівенсона як посередника і дистриб'ютора в тиловій зоні дало змогу Джорджу грати з м'ячем частіше під час гри. На початку своєї кар'єри він не міг створити можливість кидка для себе і мав труднощі з володінням м'ячем. Над цим він працював з тренером Джеррі Пауеллом протягом міжсезоння 2012. Через травму свінгмена гри всіх зірок Денні Грейнджера під час сезону 2012-13, Джордж узяв на себе велику частину роботи в нападі, яка принесла йому звання найбільш прогресуючого гравця НБА.
Джордж зарекомендував себе як один з найкращих захисників периметра в НБА. На додаток до свого атлетизму, він заробив репутацію блискучого стрибуна, взявши участь у Слем-данк контесті 2012 і 2014. Після перемоги Пейсерс над Денвер Наггетс 10 лютого 2014 року, тренер Наггетс Браян Шоу, назвав Джорджа «найкращий двостороннім гравцем у грі». Швидке поліпшення гри Джорджа дозволило Пабло С. Торре на каналі ESPN назвати його найбільш аномальною зіркою НБА, і при цьому поставити запитання: «чи хтось в НБА колись покращував свою гру швидше, ніж це зробив Пол Джордж?»
У серпні 2014 року оголошено, що Джордж змінив свій номер з 24 до 13, що дало йому більш marketable moniker PG-13. Потім він віддав всі свої старі майки у свою старшу школу в Палмдейл (Каліфорнія).

## Статистика кар'єри в НБА

### Регулярний сезон
| Сезон            | Команда          | GP  | GS  | MPG  | FG%  | 3P%  | FT%   | RPG | APG | SPG | BPG | PPG  |
| ---------------- | ---------------- | --- | --- | ---- | ---- | ---- | ----- | --- | --- | --- | --- | ---- |
| 2010–11          | Індіана Пейсерз  | 61  | 19  | 20.7 | .453 | .297 | .762  | 3.7 | 1.1 | 1.0 | .4  | 7.8  |
| 2011–12          | Індіана Пейсерз  | 66  | 66  | 29.7 | .440 | .385 | .802  | 5.6 | 2.4 | 1.6 | .6  | 12.1 |
| 2012–13          | Індіана Пейсерз  | 79  | 79  | 37.6 | .419 | .362 | .807  | 7.6 | 4.1 | 1.8 | .6  | 17.4 |
| 2013–14          | Індіана Пейсерз  | 80  | 80  | 36.2 | .424 | .364 | .864  | 6.8 | 3.5 | 1.9 | .3  | 21.7 |
| 2014–15          | Індіана Пейсерз  | 6   | 0   | 15.2 | .367 | .409 | .727  | 3.7 | 1.0 | .8  | .2  | 8.8  |
| 2015–16          | Індіана Пейсерз  | 81  | 81  | 34.8 | .418 | .372 | .860  | 7.0 | 4.1 | 1.9 | .4  | 23.1 |
| За кар'єру       | За кар'єру       | 373 | 325 | 32.2 | .425 | .364 | .838  | 6.2 | 3.1 | 1.7 | .4  | 16.9 |
| Матчі всіх зірок | Матчі всіх зірок | 3   | 2   | 25.3 | .558 | .433 | 1.000 | 4.3 | 3.3 | 1.7 | .0  | 25.3 |

### Плей-оф
| Сезон      | Команда         | GP | GS | MPG  | FG%  | 3P%  | FT%  | RPG | APG | SPG | BPG | PPG  |
| ---------- | --------------- | -- | -- | ---- | ---- | ---- | ---- | --- | --- | --- | --- | ---- |
| 2011       | Індіана Пейсерз | 5  | 5  | 26.6 | .303 | .231 | .875 | 5.0 | 1.0 | 1.4 | 2.0 | 6.0  |
| 2012       | Індіана Пейсерз | 11 | 11 | 33.7 | .389 | .268 | .786 | 6.6 | 2.4 | 1.6 | .4  | 9.7  |
| 2013       | Індіана Пейсерз | 19 | 19 | 41.1 | .430 | .327 | .727 | 7.4 | 5.1 | 1.3 | .5  | 19.2 |
| 2014       | Індіана Пейсерз | 19 | 19 | 41.1 | .438 | .403 | .789 | 7.6 | 3.8 | 2.2 | .4  | 22.6 |
| 2016       | Індіана Пейсерз | 7  | 7  | 39.3 | .455 | .419 | .953 | 7.6 | 4.3 | 2.0 | .7  | 27.3 |
| За кар'єру | За кар'єру      | 61 | 61 | 38.4 | .427 | .358 | .798 | 7.2 | 3.8 | 1.7 | .6  | 18.4 |